# Witte bossuikerbos
De witte bossuikerbos (Protea mundii Klotzsch)  is een endemische plant van de provincies Oost- en West-Kaap uit het geslacht Protea.
Volgens de evaluatie van de Zuid-Afrikaanse Rode Lijst van 2005 valt de soort in de categorie niet bedreigd (LC). De plant wordt ook wel aangegeven met de naam witsuikerbos, maar dit is verwarrend omdat deze naam soms ook gebruikt wordt voor de veel zeldzamere soort P. lacticolor.
De witte bossuikerbos is een soort Protea die snel groeit, bijvoorbeeld na veldbranden, waarin alleen zijn zaden overleven. Het is een struik met een enkele stam die rechtop groeit met ovale helder groene gladde bladeren met een rode rand. Jonge bladeren zijn rose en fijn behaard.
Van alle protea's kan deze soort de hoogste boom worden, tot 12 meter hoog. De stam heeft een gladde grijze bast en kan tot 15-25 cm in doorsnee worden. De bloemen zijn vrij bescheiden met een lengte van 6-8 cm. De buitenste schutbladen variëren van kleur tussen romig-wit of groenig tot rose en zijn bedekt met bleek haar. De plant bloeit in de nazomer van februari to april. Deze zaden zijn kleine nootjes die op de struik blijven zitten. De witte bossuikerbos komt voor vanaf de Outeniqua- en Kougabergen tot bij Uitenhage en de Winterhoekbergen, maar ook in de kuststrook bij Hermanus. Bestuiving vindt plaats door vogels zoals de Kaapse suikervogel en door honingzuigers, maar ook bijen doen zich te goed aan de nectar.